# Monumentul statuar „Dragoș Vodă și Zimbrul”
Monumentul statuar "Dragoș Vodă și Zimbrul" este un monument statuar amplasat în orașul Câmpulung Moldovenesc (județul Suceava).

## Monument
Monumentul statuar „Dragoș Vodă și Zimbrul” a fost realizat din bronz de către sculptorul Ion Jalea (1887-1983), fiind amplasat în piața centrală din Câmpulung Moldovenesc, lângă noua clădire a Casei de Cultură. A fost dezvelit în anul 1978.
Monumentul îl reprezintă pe domnitorul Dragoș Vodă, descălecătorul Moldovei, călare pe un cal și cu un buzdugan în mână cu care intenționează să lovească un zimbru care-l atacă. El are următoarele dimensiuni: lungime - 7,10 m, lățime - 2,35 m și înălțime - 4,06 m. 
Soclul statuii este din beton placat cu travertin, având următoarele dimensiuni: lungime - 6,95 m, lățime - 2 m și înălțime - 3,15 m. Pe soclul statuii se află inscripția I.Jalea 1978 . 

## Fotogalerie

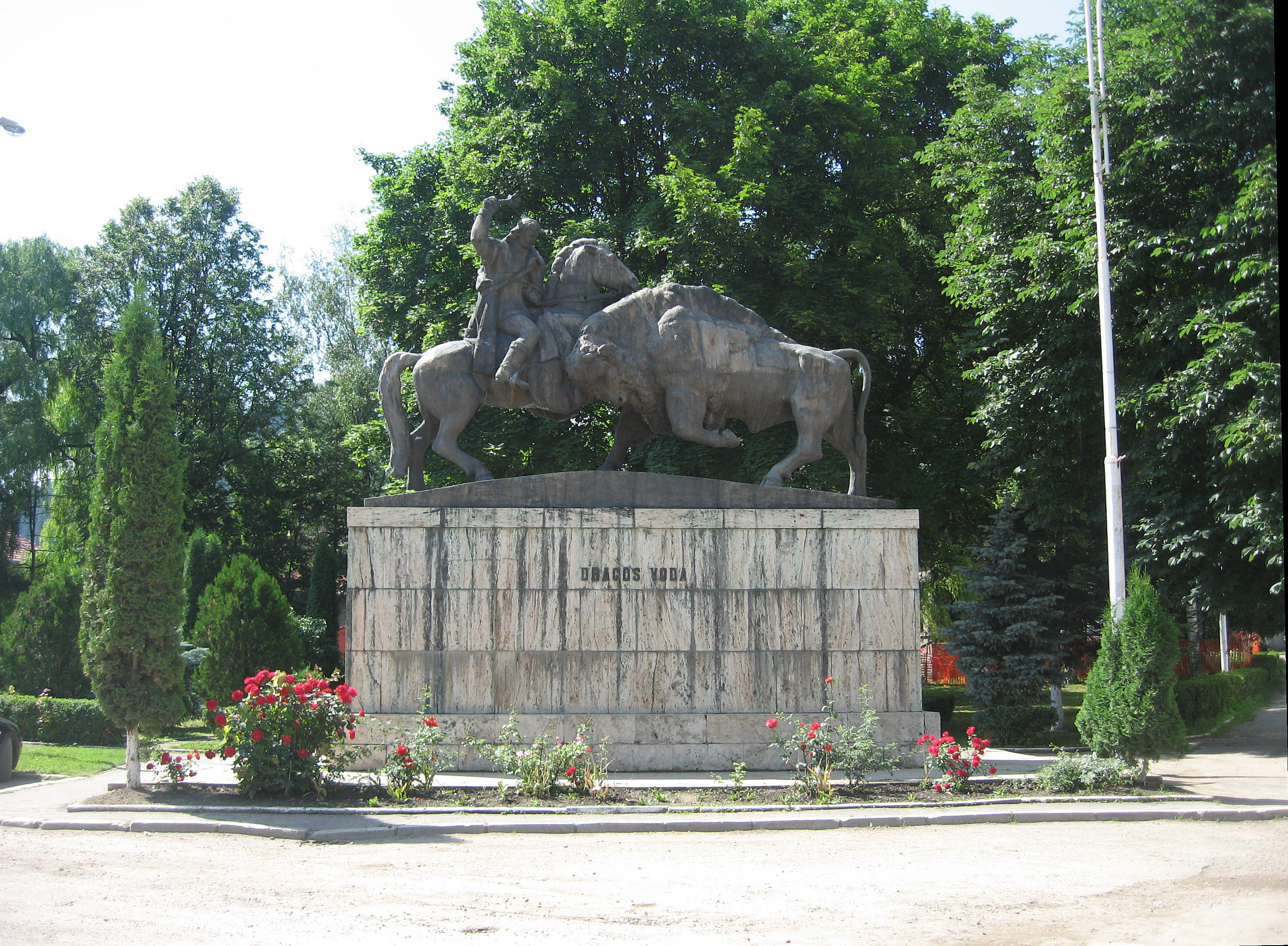
Monumentul statuar “Dragoş Vodă şi Zimbrul”